# Араповача
Араповача је насељено место у Босни и Херцеговини у општини Олово у Зеничко-добојском кантону које административно припада Федерацији Босне и Херцеговине. Према последњем шпопису становништва из 2013. у насељу су живела 22 становника.

## Географија
Насеље се налази на надморској висини од 650 метара, површине 2,52 km², са густином насељености 8,73 становника по km².
Араповачка пећина (Араповача), са дужином од око 300 метара, спелеолошким накитом (сталактити и сталагмити) и археолошким остацима (кости праисторијских животиња) је једна од најпознатијих пећина у Босни и Херцеговини.
У близини овог мјеста се налази извор ријеке Бијељине.

## Становништво
По службеном попису становништва из 1991. године, у насељу Араповача је живело 115 становника. Сви становници су били Срби.
| Националност       | 1971.        | 1981.        | 1991.        | 2013.       |
| Срби               | 162 (99,39%) | 129 (99,23%) | 115 (100,0%) |             |
| Хрвати             |              | 1 (0,769%)   |              |             |
| остали и непознато | 1 (0,613%)   |              |              |             |
| Укупно             | 163 (100,0%) | 130 (100,0%) | 115 (100,0%) | 22 (100,0%) |